# Eretnekség
Az eretnekség (herezis) valamely vallás alapvető hittételeivel való szándékos és lényeges szembehelyezkedés. Szűkebb értelemben olyan kijelentés vagy tan, amely ellentmond az egyházi vagy vallási meggyőződésnek.  Tágabb értelemben olyan tanítás, világnézet vagy filozófia, amely eltér az elfogadottól.

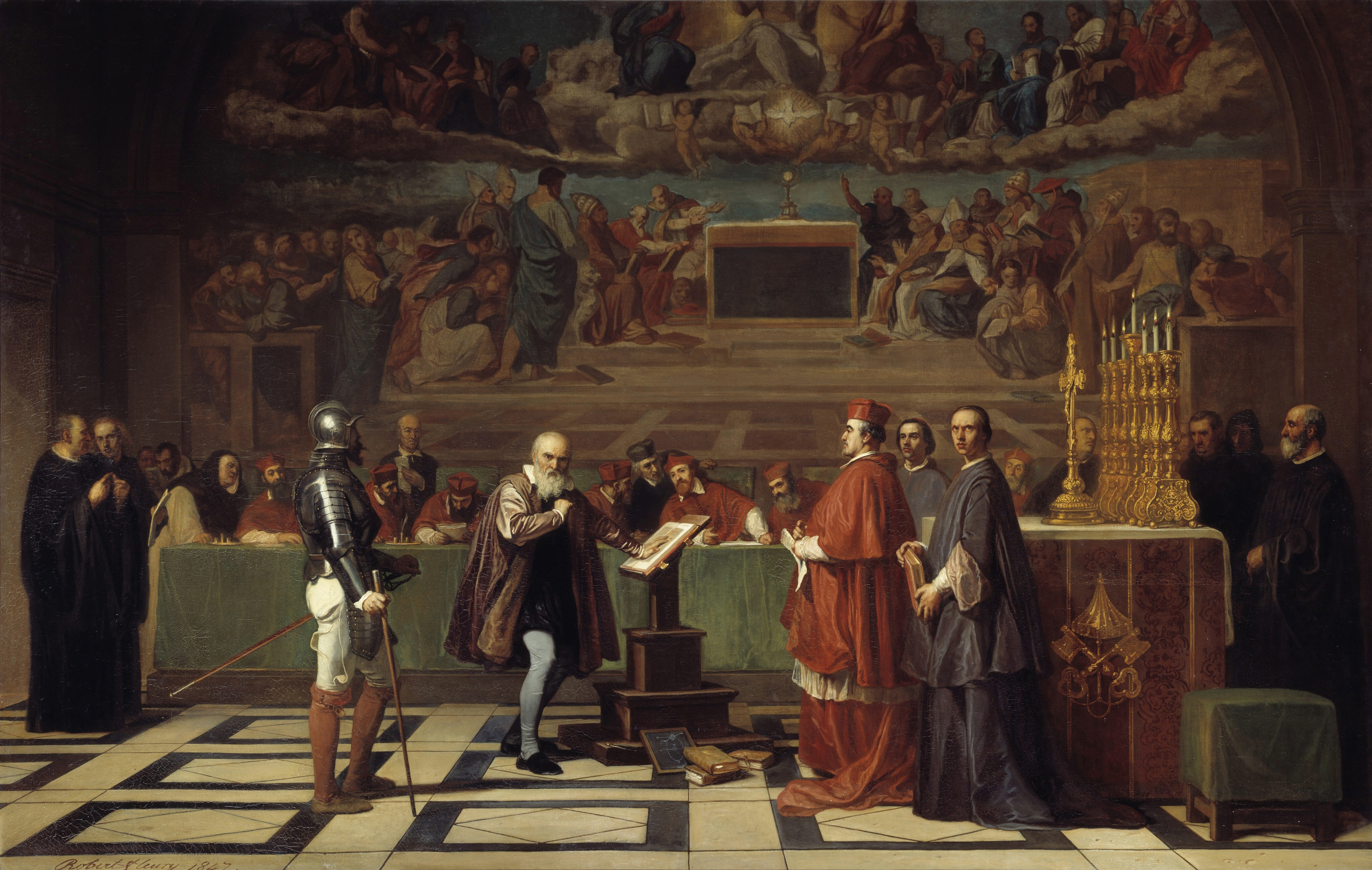
Galileo Galilei-t is eretnekségért állították elő

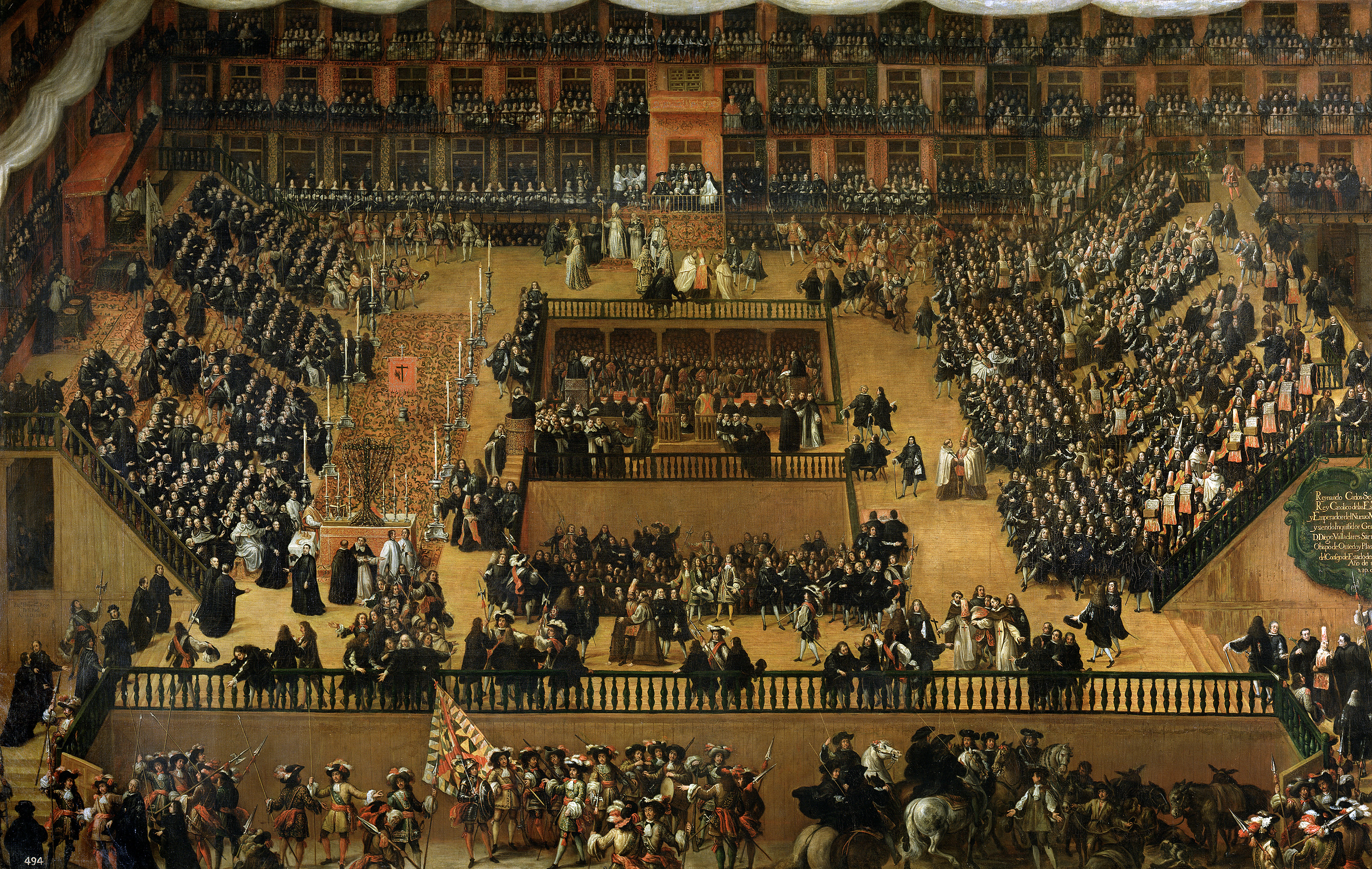
Francisco Ricci: Autodafé a madridi Plaza Mayoron 1680. június 30-án

## Etimológia
Gyökere a „válogatni” és „irányzatot létrehozni” jelentésű haireó ige. A főnévi alak haireszisz (αἵρεσις) = választás, irányzat, magyarosan „herezis” vagy „eretnekség”. A szó a görög filozófiai, majd a zsidó vallási irányzatokat jelölte (pl. farizeusok), közöttük magát a kereszténységet is mint „a názáreti irányzatot”. Pál apostol Az apostolok cselekedeteiben még a „felekezet” értelmében használja, kétszer is. Arról beszél, hogy azt a felekezetet követi, amelyet a zsidók eretnekségnek mondanak.
Vallási értelemben a hairészisz olyan hit választását jelenti, amelyet a hívők többsége eltévelyedettnek tart.
A klasszikus görög nyelvben a hairészisz (αἵρεσις) elfoglalást (például egy városét), választást (például valamely hivatásét), hajlamot, döntést, vállalkozást, célratörő szándékot jelentett. A hellenizmus korában jelentései: 
- tanítás, tan;
- iskola (ahol azt a bizonyos tant terjesztik és aszerint élnek).

A tant és az annak megfelelő életet szorosan összekapcsolták a görög-római bölcselet világában. Az egyes tanhoz, iskolához tartozók természetesen bizonyos fokú életközösséget alkottak és elhatárolták magukat a más nézeteket valló, más tekintélyeket tisztelő, más tanítókra hallgató csoportoktól. Ehhez a jelentéshez kapcsolható a szó Újszövetségi értelmében a latin secta (→ szekta) szó.
A héber megfelelője: nödábá. A hellenista és rabbinista zsidó irodalomban a hairészisz jelentése alkalmazkodik az általános hellenista görög szóhasználathoz s főleg bölcseleti-vallási nézetek szerint elkülönült csoportokra vonatkozik.
Régies „eretnek” szavunk a melléknévi alakból (hairetikosz) származik, és az olasz eretico-ból vagy a francia hérétique-ből vettük át némi torzítással.

## Kereszténység
A történelem során mindig voltak egymástól független kisebb csoportok a keresztény világ csaknem minden részén, amelyek a hivatalos egyházi állásponttal szembehelyezkedtek és ezeket az uralkodó egyházak eretnekségnek bélyegezték meg. A keresztény eretnekség egyfelől abban különbözik az orthodoxiától, hogy elveti az egyház által kifejezetten definiált tanokat, másfelől pedig elrontja az általános keresztény hit sajátos tartalmát; egyszóval az uralkodó hithez képest elhajlást mutat.
A római katolikus egyház felfogása szerint eretnekek azoknak a gyülekezete, akik magukat keresztényeknek tartják, de a katolikus hittől eltérő nézeteket vallanak.
A katolikus egyházban a teológusok különbséget tesznek a „formális” és „materiális” eretnekség között. Előbbivel az vádolható, aki súlyos bűnt elkövetve makacsul kitart a tévedése mellett, az utóbbi arra vonatkozik, aki egyéni vétek nélkül vall eretnek nézeteket.
A legújabb korban sok keresztény teológus igyekezett felülemelkedni az „igaz hit” és az „eretnekség” kettősségén, és ennek során megértőbb álláspontra helyezkedtek a régi korok „eretnekeivel” szemben.
Manapság kevésbé használják a kifejezést a másként gondolkodókra, de még mindig előfordulnak egyes (főleg a nagy történelmi) egyházakban az eretnekség vádjai.

### Története

#### Őskeresztények
Az őskereszténység meglehetősen összetett volt, sokféleképp és változatosan fejezte ki magát. Az egymással „torzsalkodó” gyülekezetek egyike sem tekinthető azonban eretnekségnek, mert a kezdeti időkben még nem volt olyan egységes hitszabály vagy szervezet, amelyhez viszonyítva eltérőknek minősíthetnénk őket, de a kereszténység első formái valójában közelebb álltak azokhoz, amiket később eretnekségnek kiáltottak ki.

#### Ókeresztény egyház
Az első eretneknek nyilvánított mozgalmak az ún. páli fordulat (2. század) következtében jelentek meg, tiltakozásul a kereszténység zsidó gyökereivel való szakítás ellen (→ ebioniták) és a kompromisszumkötésre hajló törekvésével (→ markioniták). Egyes mozgalmak, csoportok a „keresztényi”-nek hívható határán vagy azon kívül álltak (gnosztikusok).
Az ókeresztény egyház (2-7. század) a saját egységét megbélyegzéssel (eretnekség) és minden olyan tévtanítás elítélésével (zsinatok, szinódusok) biztosította, amelyek tagadták Krisztus két természetének tanát, valamint az ember képességét és szükségét a megváltásra.  Az egyházatyák a gnosztikus szekták eretnekségeit bírálva dolgozták ki folyamatosan az orthodox tanítást. A gnosztikusokat tekintették a legfőbb eretnekeknek, mert ők a héber-keresztény gondolkodásnak részben vagy egészében még az alapelveit is elvetették.
A következő mozgalmakat, nézeteket is eretnekségnek nyilvánították: apollinarizmus, adopcianizmus, doketizmus, donatizmus, makedoniánizmus, markellionizmus, messzalianizmus, montanizmus, monofizitizmus, monothelétizmus, modalizmus, nesztorianizmus, pelagianizmus, priszcillianizmus, szubordinacionizmus, patripasszionizmus, theopaszkhitizmus .
Az Arius által képviselt, a Szentháromság tanát elutasító nézetekkel együtt, az őskeresztény hit egyes elvei, tanai és gyakorlatai is sokáig fennmaradtak az évszázadok eretneküldözései ellenére (→ arianizmus).

#### Középkor
A középkor egyháztana az eretnekség fogalma alá sorolt minden olyan jelenséget, szemléletmódot és magatartásformát, amelyet ártalmasnak tartott az egyházra vagy a hitre. Így a római katolikus egyház az egyház filozófiai, de nem feltétlenül teológiai nézeteivel szemben álló személyeket is eretnekeknek nevezte. Különleges szerepet játszott a pápával szembeni engedetlenség (jóllehet elméletileg ő is képes lehet az eretnekségre).
Keleten többek között a paulikiánusok, majd később a bogumilok (bogomilok) voltak a nevezetesebb eretneknek nyilvánított csoportok, nyugaton pedig a 12. századtól az arnoldisták, humiliátusok, petrobrusiánusok, katárok (katharok), valdensek, majd a lollardok és más kisebb mozgalmak újították fel a tiltott eszméket, amelyek már a későbbi huszitizmus és a reformáció előkészítői voltak.
Az egyház új típusú szerzetesrendek felállításával is harcolt az eretnekmozgalmak ellen. 1209-ben Assisi Szent Ferenc létrehozta a nevéről elnevezett Ferences rendet, Guzmán Szent Domonkos pedig 1215-ben a Domonkos-rendet, mely fő célja az eretnekség elleni harc volt.
A 13. században a párizsi egyetemen Brabanti Siger és követői az arab filozófia hatására az averroizmus tanával léptek fel, amelyet a párizsi püspök eretneknek nyilvánított. 
1321-ben Eckhart mestert is eretnekséggel vádolták meg, és élete utolsó éveiben védelmeznie kellett a téziseit. Halála után 1-2 évvel XXII. János pápa elítélte 28 cikkelyét: többségét eretneknek nyilvánította, a többit meg „rosszul hangzónak és eretnekgyanúsnak” minősítette.
Az eretnekséggel szemben az uralkodó egyház és a világi hatalmak kíméletlenül felléptek, büntették és akár ki is végezték őket, esetenként máglyahalállal. Erre csak akkor került sor, ha az illetőt semmilyen módon nem tudták rávenni álláspontja visszavonására.
A 13. században létrejött az inkvizíció, eredetileg az eretnek irányzatok ellen.
Részlet a Negyedik lateráni zsinat eretnekek elleni törvényéből : 
Kiközösítünk és átokkal sújtunk minden eretnekséget, mely e szent, igaz és katolikus hit ellen támad… kárhoztatva valamennyi eretneket, bármilyen névvel nevezzék is őket…
 Az eretnekségben elmarasztaltakat pedig a mindenkori világi hatalmak legfőbb képviselőinek vagy azok megbízott ügyvivőinek kell megbüntetés céljából átadni…
A világi hatalmasságokat pedig figyelmeztetni kell és rá is kell venni, sőt: ha szükséges, akár rá is kell kényszeríteni arra…, hogy ha azt kívánják, hogy hívőknek tartsák és tekintsék őket, akkor a hit védelmében tegyenek nyilvánosan esküt arra, hogy a saját joghatóságuk alá tartozó területekről mindazokat az eretnekeket, akiket az egyház megbélyegez, a legjobb tudásukkal és teljes erejükkel el fogják űzni…
Azokat pedig, akiket az eretnekségnek csak gyanújával is meg lehet bélyegezni… az egyházi átok kardjával kell sújtani, s mindaddig, míg kellő elégtételt nem szolgáltatnak, kerülje el mindenki; és ha egy éven át megmaradnak kiközösített állapotukban, akkor eretnekekként kell ítélkezni felettük.
Azok a katolikusok pedig, akik felvéve a kereszt jelét, harcba indulnak az eretnekek üldözésére, nyerjék el ugyanazon búcsúkat, és kapják meg ugyanazt a kiváltságot, amit azok kapnak, akik a Szentföld védelmére kelnek útra…

#### Újkor
Az újkor elején a szentháromság-tant tagadó unitárius Szervét Mihály orvost – többek között Kálvin János szavazatával is – ítélték eretnekség miatt máglyahalálra. Máglyán végezte a katolikus szerzetespap, Giordano Bruno is.
A reformáció során a katolikus egyház a protestáns mozgalmakat eretnekségnek nyilvánította. A vallási türelmetlenség elől sok nyugat-európai protestáns menekült az Újvilágba.
Szintén eretnekségnek tekintették a manapság New Age-nek hívható vallási cselekményeket, illetve egyes, akkoriban filozófiainak számító, ma természettudománynak tekintett felfedezéseket, meglátásokat. A pápa barátja, Galileo Galilei elkerülte az elítélést álláspontja visszavonásával.
A katolikus egyház eretnekségnek bélyegezte még a következő mozgalmakat: gallikanizmus, janzenizmus, jozefinizmus, febronianizmus.

### Modern eretnekségek
A katolikus egyház a Jehova tanúi és a mormon mozgalmat,  majd a 20. század elején a modernizmust is eretnekségnek nyilvánította. A második vatikáni zsinat óta a protestáns nagy egyházakat már nem tekintik eretnekeknek.
A katolikus egyházi tanító hivatal egyes emberek tanításait is eretnekségnek minősítheti, ha azok eltérnek a hivatalos hitrendszertől. A 20. században Teilhard de Chardint nyilvánították „eretnekgyanúsnak”.

## Judaizmus
Josephus Flavius zsidó történetíró a Zsidó háború c. könyvében a júdeai pusztában lakó esszénusokat, továbbá a szadduceusokat és a farizeusokat nevezi így. Később már nem a zsidóságon belüli iskolákat, nézeteket, hanem a máshitűeket nevezték így.
A judaizmus ma eretneknek tekinti azokat a zsidókat, akik nem fogadják el Maimonidész 13 alapvető hitelvét. Az ortodox judaizmus a reform, neológ és konzervatív judaizmust is eretneknek tekinti. Eretneknek tekintik továbbá a nem rabbinikus csoportokat, így a karaitákat is. 
A judaizmuson belül az eretnekeket változatlanul zsidónak tekintik és különböző megnevezéssel illetik őket: min, apikorosz, kofer.
Nézetük alapján a kereszténység is a zsidóságnak egy eretnek, az eredeti hittételeit elferdítő és meghamisító csoportja.

## Iszlám
Az iszlámban az eretnekségnek leginkább az ilchád (eltévelyedés) fogalma feleltethető meg. Az iszlám két fő ága, a síita és a szunnita ág, kölcsönösen eretneknek tekinti a másikat. Iszlám irányzatokat, mint például a szúfizmus, szintén eretneknek tekinthetnek.
Az eretnekeket maláchidah-nak nevezik. A helyes gyakorlat (szunna) ugyanolyan fontos, mint az igaz hit, de lényegében az számít eretneknek, aki tagadja Isten valóságát. Ennek megfelelően a sirk és a bid'a a legfőbb vétek az iszlámban. Aki elárulja az iszlámot az aposztata (murtadd), és ha nyilvános támadással fordul az iszlám ellen, halált érdemel.
A bahái vallást Iránban szintén eretnekségnek tekintik.

## Keleti vallások
A keleti vallásokban első pillantásra mintha nem lenne megfelelője az eretnekségnek. A hinduizmuson és buddhizmuson belül sokkal nagyobb a gondolati sokféleség, mint a kereszténységben.
Az önmagát szanátana dharmának (= örök törvény) tekintő hinduizmus még olyan vallási irányzatokat is integrálni tud, mint a rendszerint önálló vallásnak tartott dzsainizmus vagy buddhizmus – a Védákban található kinyilatkoztatások értelmezéseinek (darsana) számítanak, csak éppen heterodox értelmezésnek (a násztika és nem az ásztika körébe).
A buddhizmusban jóllehet nagyfokú feszültség volt a mahájána és a hínajána között (az ellentétet az utóbbi elnevezése is bizonyítja), a buddhizmus különböző formái általában különböző földrajzi területeken virágoztak. Ezért egy-egy területre korlátozódó érvénye volt annak, mi számít eretnekségnek; az eretnekeket gyakran kizárták a közösségből, különösen a szerzetesi közösségből. Az eretnekség fogalma leginkább talán a „téves nézet” fogalmának feleltethető meg.

## Nem vallásos megjelölésként
A köznyelvben ma eretneknek, vagy nem ortodoxnak szokás nevezni az a személyt vagy csoportot, aki, illetve amely a hivatalosan elismert, vagy leginkább népszerű irányzattal ellentétes nézeteket képvisel. Így beszélnek eretnek fizikusokról, politikusokról, közgazdászokról, orvosokról, művészekről stb. Az eretnekként való megbélyegzés korántsem annyira elítélő, mint egyházi berkekben, de a közelmúltban, főleg a diktatórikus berendezkedésű államokban az „eretnekek” komoly hátrányokat szenvedtek el. Például, a Szovjetunióban az 1950-es évek elején az olyan modern tudományágakat, mint a genetika, kibernetika stb. áltudományoknak, burzsoá spekulációknak minősítették, művelőiket „eretnekként” bélyegezték meg, és karrierjüket tönkre tették.